# Kicki Stenström
Kicki Stenström, född 1953 i Östergötland, är en svensk skulptör.
Kicki Stenström studerade 1975-82 vid Konstfack och tilldelades 1993 Östgöta konstförenings stipendium. Hon är bosatt på Vikbolandet. 

## Offentliga verk i urval
- Fyrkant (1989) i röd granit, placerad utomhus i universitetsparken vid Linköpings universitet.
- Fågel, Orm (1994) Metall, trä, belysning Thapperska skolans fasad Norrköping
- Ekesvind (2008) i granit, aluminiumgjut och stål, placerad utomhus vid HSB Brf Hagaberg vid Artillerigatan i Linköping.